# U-312
Unterseeboot 312 foi um submarino alemão do Tipo VIIC, pertencente a Kriegsmarine que atuou durante a Segunda Guerra Mundial.

## Comandantes
| Comandante                   | Data                                          |
| ---------------------------- | --------------------------------------------- |
| Kptlt. Kurt-Heinz Nicolay    | 21 de abril de 1943 - 1 de dezembro de 1944   |
| Oblt. Friedrich-Georg Herrle | 2 de dezembro de 1944 - 31 de janeiro de 1945 |
| Oblt. Jürgen von Gaza        | 1 de fevereiro de 1945 - 9 de maio de 1945    |

## Subordinação
Durante o seu tempo de serviço, esteve subordinado às seguintes flotilhas:
| Período                                        | Flotilha                                   |
| ---------------------------------------------- | ------------------------------------------ |
| 21 de abril de 1943 - 30 de novembro de 1943   | 8. Unterseebootsflottille (treinamento)    |
| 1 de dezembro de 1943 - 31 de dezembro de 1943 | 6. Unterseebootsflottille (serviço ativo)  |
| 1 de janeiro de 1944 - 31 de agosto de 1944    | 11. Unterseebootsflottille (serviço ativo) |
| 1 de setembro de 1944 - 8 de maio de 1945      | 13. Unterseebootsflottille (serviço ativo) |

## Operações conjuntas de ataque
O U-312 participou das seguinte operações de ataque combinado durante a sua carreira:
- Rudeltaktik Isegrim (25 de janeiro de 1944 - 27 de janeiro de 1944)
- Rudeltaktik Werwolf (8 de fevereiro de 1944 - 28 de fevereiro de 1944)
- Rudeltaktik Thor (17 de março de 1944 - 5 de abril de 1944)
- Rudeltaktik Donner (5 de abril de 1944 - 10 de abril de 1944)
- Rudeltaktik Donner & Keil (30 de abril de 1944 - 3 de maio de 1944)
- Rudeltaktik Trutz (3 de maio de 1944 - 11 de maio de 1944)
- Rudeltaktik Grimm (9 de setembro de 1944 - 1 de outubro de 1944)
- Rudeltaktik Panther (20 de outubro de 1944 - 4 de novembro de 1944)
- Rudeltaktik Hagen (13 de março de 1945 - 21 de março de 1945)
- Rudeltaktik Faust (19 de abril de 1945 - 1 de maio de 1945)